# Loxley (Alabama)
Loxley è un paese dell'Alabama, situato nella Contea di Baldwin. La popolazione al censimento del 2000 era di 1 348 abitanti.

## Città e paesi vicini
| - Silverhill - Robertsdale - Daphne - Summerdale | - Fairhope - Spanish Fort - Point Clear - Foley |

## Geografia fisica
Loxley è situato a 30°37'24.600" N, 87°45'17.035" O. L'U.S. Census Bureau certifica che il paese occupa un'area totale di 6,30 km², di cui 6,20 km² composti da terra, e i rimanenti 0,10 km² composti di acqua.

## Società

### Evoluzione demografica
Al censimento del 2000, risultano 1 348 abitanti, 562 nuclei familiari e 375 famiglie residenti nel paese. La densità della popolazione è di 217,42 ab./km². Ci sono 609 alloggi con una densità di 98,00/km². La composizione etnica della città è 90,58% bianchi, 5,34% neri o afroamericani, 0,82% nativi americani, 0,52% asiatici, 1,71% di altre razze, e 1,04% meticci. Il 2,89% della popolazione è ispanica.
Dei 562 nuclei familiari, il 31,90% ha figli di età inferiore ai 18 anni che vivono in casa, il 49,50% sono coppie sposate che vivono assieme, il 13,70% è composto da donne con marito assente, e il 33,10% sono non-famiglie. Il 30,20% di tutti i nuclei familiari è composto da singoli e il 12,80% da singoli con più di 65 anni di età. La dimensione media di un nucleo familiare è di 2,35 mentre la dimensione media di una famiglia è di 2,91.
La suddivisione della popolazione per fasce d'età è la seguente: 25,30% sotto i 18 anni, 8,70% dai 18 ai 24, 29,40% dai 25 ai 44, 23,60% dai 45 ai 64, e 13,10% oltre i 65 anni. L'età media è 37 anni. Per ogni 100 donne ci sono 86,20 uomini. Per ogni 100 donne sopra i 18 anni ci sono 83,80 uomini.
Il reddito medio di un nucleo familiare è di 33.583$, mentre per le famiglie è di 43.500$. Gli uomini hanno un reddito medio di 34.609$ contro i 22.614$ delle donne. Il reddito pro capite del paese è di 18.099$. Il 15,70% della popolazione e il 11,10% delle famiglie è sotto la soglia di povertà. Sul totale della popolazione, il 16,30% dei minori di 18 anni e il 9,60% di chi ha più di 65 anni vive sotto la soglia di povertà.